# Ventspils (distrito)
Ventspils (letão: Ventspils rajons) é um distrito da Letônia localizado na região de Kurzeme. Sua capital é a cidade de Ventspils.